# Lingua georgiana antica
Il georgiano antico (ႤႬႠჂ ႵႠႰႧႭჃႪႨ, enay kartuli) era una lingua letteraria delle monarchie georgiane utilizzata a partire dal V secolo. La lingua è ancora in uso come lingua liturgica della Chiesa ortodossa georgiana e per la maggior parte è ancora comprensibile per chi conosce la lingua georgiana moderna. Il georgiano antico parlato ha lasciato il posto a quello che è definito georgiano medio nell'XI secolo, che a sua volta si è evoluto nel georgiano moderno nel XVIII secolo.

## Suddivisioni temporali
All'interno dell'antico georgiano si distinguono due periodi temporali: il primo georgiano antico (dal V all'VIII secolo) e il georgiano antico classico (dal IX all'XI secolo). Nel primo georgiano antico si possono individuare due diversi dialetti noti come khanmet'i (ხანმეტი, dal V al VII sec.) e haemet'i (ჰაემეტი, VII e VIII sec.). I nomi derivano dalla presenza di un prefisso soggetto di seconda persona e di un prefisso oggetto di terza persona kh- o h- nella morfologia verbale, mentre il georgiano antico classico presenta la h-, la s- o nessun carattere.

## Testi
Il corpus dei primi testi georgiani antichi è di dimensioni limitate, costituito da una dozzina di iscrizioni e otto manoscritti contenenti testi religiosi, invece la letteratura in georgiano antico classico ha una portata più ampia, comprese le opere filosofiche e storiografiche.

## Fonologia
Il georgiano antico aveva 29 consonanti fonemiche e 5 vocali fonemiche. L'ortografia nativa distingueva anche la semivocale y, che è un allofono della vocale i in posizione postvocalica.
La tabella di seguito mostra le consonanti nel sistema di traslitterazione georgiano, ufficiale dal 2002. Questo sistema lascia l'aspirazione non contrassegnata e indica la glottalizzazione con un apostrofo. Gli equivalenti dell'alfabeto fonetico internazionale sono inclusi tra parentesi quadre se diversi.
|               |                  | Labiale | Dentale Alveolare | Alveo-palatale | Velare  | Uvulare | Glottale |
| ------------- | ---------------- | ------- | ----------------- | -------------- | ------- | ------- | -------- |
| Occlusiva     | sorda aspirata   | p [pʰ]  | t [tʰ]            |                | k [kʰ]  | q [qʰ]  |          |
| Occlusiva     | glottidale sorda | p' [pˀ] | t' [tˀ]           |                | k' [kˀ] | q' [qˀ] |          |
| Occlusiva     | sonora           | b       | d                 |                | g       | [ 3 ]   |          |
| Affricata     | sorda aspirata   |         | ts [tsʰ]          | ch [tʃʰ]       |         |         |          |
| Affricata     | glottidale sorda |         | ts' [tsˀ]         | ch' [tʃˀ]      |         |         |          |
| Affricata     | sonora           |         | dz                | j [dʒ]         |         |         |          |
| Fricativa     | sorda            |         | s                 | sh [ʃ]         |         | kh [χ]  | h        |
| Fricativa     | sonora           |         | z                 | zh [ʒ]         |         | gh [ʁ]  |          |
| Nasale        | Nasale           | m       | n                 |                |         |         |          |
| Vibrante      | Vibrante         |         | r                 |                |         |         |          |
| Laterale      | Laterale         |         | l                 |                |         |         |          |
| Approssimante | Approssimante    | w       |                   | y [j]          |         |         |          |

|        | Anteriore | Centrale | Posteriore |
| ------ | --------- | -------- | ---------- |
| Chiusa | i         |          | u          |
| Media  | e         |          | o          |
| Aperta |           | a        |            |

## Scrittura
Il georgiano antico era scritto utilizzando una scrittura chiamata asomtavruli (ასომთავრული), ovvero maiuscola, in quanto composta di sole lettere maiuscole, tutte della stessa grandezza. Questa scrittura, detta anche mtavruli o mrglovani, fu l'unico sistema in uso fino al IX secolo, quando fu affiancato dalla scrittura nuskhuri (ნუსხური). 
L'alfabeto asomtavruli è quasi fonemico, caratterizzato da un eccellente "adattamento" tra fonemi e grafemi. È chiaramente modellato sull'alfabeto greco, impiegando sostanzialmente lo stesso ordine alfabetico e ponendo le lettere che rappresentano fonemi non greci raccolte alla fine. Oltre alle lettere per quasi tutti i fonemi georgiani, l'alfabeto contiene anche tre lettere che rappresentano fonemi greci non presenti in georgiano ( ē, ü e ō). La maggior parte delle singole lettere sembrano essere disegni del tutto indipendenti, con solo pochi di questi basati direttamente sulle loro controparti greche (si confronti per esempio i greci Φ Θ Χ [pʰ tʰ kʰ] con gli asomtavruli Ⴔ Ⴇ Ⴕ).
| Greco            | Α | Β  | Γ | Δ | Ε | Ϝ   | Ζ  | Η  | Θ  | Ι  | Κ  | Λ   | Μ   | Ν  | (Ξ) | Ο | Π  | (Ϙ) | Ρ |
| Asomtavruli      | Ⴀ | Ⴁ  | Ⴂ | Ⴃ | Ⴄ | Ⴅ   | Ⴆ  | Ⴡ  | Ⴇ  | Ⴈ  | Ⴉ  | Ⴊ   | Ⴋ   | Ⴌ  | Ⴢ   | Ⴍ | Ⴎ  | Ⴏ   | Ⴐ |
| Traslitterazione | a | b  | g | d | e | v   | z  | ē  | t  | i  | k’ | l   | m   | n  | y   | o | p’ | zh  | r |
|                  |   |    |   |   |   |     |    |    |    |    |    |     |     |    |     |   |    |     |   |
| Greco            | Σ | Τ  | Υ | Φ | Χ | (Ψ) | –  | –  | –  | –  | –  | –   | –   | –  | –   | – | –  | Ω   |   |
| Asomtavruli      | Ⴑ | Ⴒ  | Ⴣ | Ⴔ | Ⴕ | Ⴖ   | Ⴗ  | Ⴘ  | Ⴙ  | Ⴚ  | Ⴛ  | Ⴜ   | Ⴝ   | Ⴞ  | Ⴤ   | Ⴟ | Ⴠ  | Ⴥ   |   |
| Traslitterazione | s | t’ | ü | p | k | gh  | q’ | sh | ch | ts | dz | ts’ | ch’ | kh | q   | j | h  | ō   |   |

## Ortografia
L'ortografia in antico georgiano è abbastanza coerente, nel senso che la stessa parola è solitamente scritta allo stesso modo in tutti i casi. L'ortografia è quasi fonemica, con quasi tutti i fonemi rappresentati esclusivamente da una singola lettera. Le eccezioni sono descritte di seguito.
Vocale u
L'eccezione più cospicua alla regola secondo cui ogni fonema è scritto con la propria lettera è la vocale u, che è costantemente scritta con il digrafo ႭჃ ⟨oü⟩, ad esempio ႮႭჃႰႨ ⟨p’oüri⟩ p'uri "pane". Questo uso è stato evidentemente adottato dall'ortografia greca, che scrive /u/ come ⟨ου⟩. Nella successiva scrittura Nuskhuri, il digrafo originale ⴍⴣ ⟨oü⟩ si fondeva in un'unica lettera ⴓ ⟨u⟩ (con la moderna scrittura Mkhedruli che utilizza invece უ). Fu quindi ideata una controparte di una sola lettera per l'asomtavruli Ⴓ; questa lettera non faceva parte dell'alfabeto originale e non era usata all'epoca del georgiano antico.
Semivocale w
La semivocale w è scritta in due modi a seconda della sua posizione all'interno della parola. Quando ricorre direttamente dopo una consonante, è scritta con il digrafo ႭჃ ⟨oü⟩, ad esempio ႹႭჃႤႬ ⟨choüen⟩ chwen "noi", ႢႭჃႰႨႲႨ ⟨goürit’i⟩ gwrit'i "tortora". Il digrafo ႭჃ ⟨oü⟩ quindi rappresenta sia w che u senza  differenze nell'ortografia, ad esempio ႵႭჃႧႨ ⟨khoüti⟩ khuti "cinque", paragonato a ႤႵႭჃႱႨ ⟨ekoüsi⟩ ekwsi "sei".
In tutte le altre posizioni, w è scritto con la lettera Ⴅ ⟨v⟩, ad esempio ႧႭႥႪႨ ⟨tovli⟩ towli "neve", ႥႤႪႨ ⟨veli⟩ weli "campo", ႩႠႰႠႥႨ ⟨k’aravi⟩ k'arawi "tenda".
Le due grafie di w rappresentano chiaramente una variazione allofonica come quella descritta per il georgiano moderno, tra [w] in posizione postconsonantica e [ʋ] o [β] in altre posizioni. Nell'ortografia georgiana moderna (come standardizzata nel 1879), sia [w] che [ʋ/β] sono scritti in modo coerente con ვ ⟨v⟩ e le ortografie con Ⴅ ⟨v⟩ invece dell'atteso ჃႭ ⟨oü⟩ si trovano già nell'antico Georgiano. 
Semivocale y
La vocale iniziale i- di un suffisso di caso è realizzata come y- dopo una vocale e questa y allofonica ha la sua lettera specifica nell'alfabeto, per esempio ႣႤႣႠჂ ႨႤႱႭჃჂႱႠ ⟨deday iesoüysa⟩ deda-y iesu-ysa, fonemicamente /deda-i iesu-isa/ (madre-NOM Gesù-GEN) "la madre di Gesù".
Le lettere "greche".
L'alfabeto asomtavruli contiene tre lettere che non sono necessarie per la scrittura di parole native: Ⴡ ⟨ē⟩, Ⴣ ⟨ü⟩ e Ⴥ ⟨ō⟩. Queste sono state aggiunte all'alfabeto per rendere possibile una traslitterazione lettera per lettera di nomi greci e parole in prestito. Erano infatti usate occasionalmente per scrivere le vocali greche ē (ēta), ü (ypsilon) e ō (ōmega). Poiché queste vocali sono estranee al georgiano, sono state sostituite nella pronuncia effettiva rispettivamente da ey, wi e ow, come si può dedurre dalle vecchie varianti ortografiche e dalle corrispondenti forme moderne. Ad esempio, il greco Αἴγυπτος è scritto ႤႢჃႮႲႤ ⟨egüp’t’e⟩ egwip't'e "Egitto" (che in georgiano moderno diventa ეგვიპტე egvip't'e).
Nelle parole native, la lettera Ⴥ ⟨ō⟩ era usata principalmente per scrivere la particella vocativa, ad esempio Ⴥ ႣႤႣႨႩႠႺႭ ⟨ō dedik’atso⟩ o dedik'atso "o donna!".
Le lettere Ⴡ ⟨ē⟩ e Ⴣ ⟨ü⟩ d'altra parte erano usate frequentemente nell'ortografia delle parole native, come un modo abbreviato di rappresentare le sequenze ey e wi, ad esempio ႫႤႴჁ ⟨mepē⟩ mepey "re", ႶჃႬႭჂ ⟨ghünoy⟩ ghwinoy "vino". L'ortografia poteva quindi variare all'interno di un  paradigma, ad esempio ႱႨႲႷႭჃႠჂ ⟨sit’q’oüay⟩ sit’q’wa-y "parola" (caso nominativo) paragonato a ႱႨႲႷჃႱႠ sit’q’w-isa(genitivo). Tuttavia  le sequenze ey e wi potrebbero anche essere scritte per intero, ad esempio ႫႤႴႤჂ ⟨mepey⟩ mepey, ႶႭჃႨႬႭჂ ⟨ghoüinoy⟩ ghwinoy "vino" (anche ႶჃႨႬႭჂ ⟨ghüinoy⟩ utilizzando un'ortografia mista.